# Diepenau
Diepenau egy község Németországban, a Weser-Nienburgi járásban. Lakosainak száma 3979 fő (2023. december 31.).

## Népessége
| Lakosok száma | 3890 | 3861 | 3862 | 3950 | 4012 | 3979 |
|               | 2016 | 2017 | 2019 | 2021 | 2022 | 2023 |